# トランクス (ドラゴンボール)
トランクスは、鳥山明の漫画『ドラゴンボール』およびそれを原作とするアニメ『ドラゴンボールZ』『ドラゴンボールGT』『ドラゴンボール改』『ドラゴンボール超』『ドラゴンボールDAIMA』に登場する架空のキャラクター。

## 概要
ベジータとブルマの息子であり、サイヤ人と地球人の混血。作中において、別次元の未来からやって来たトランクスと、現代に住むトランクスが登場しているが、両者は性格が大きく異なる。作者の鳥山は「はっきりいって彼らは別人。人間は育った環境によって変化するよい例です」と語っている。青い瞳と紫の髪は母・ブルマ譲り。本項では両者をそれぞれ別項にて表記する。
作中では珍しい美少年キャラクターであり、鳥山も「女性層を狙って描いていた」と語っている。事実、未来版のトランクスは女性人気が高く、現代版は少年人気が高かったという。人造人間編の人気投票にて3位にランク入りし、すでに作品から遠ざかっていた魔人ブウ編での人気投票でも3位を維持していた。
人造人間編の時期には未来のトランクスを主役とした読み切り漫画『TRUNKS THE STORY -たったひとりの戦士-』が描かれた。
鳥山は「もしも生まれ変わるとしたら、辛い過去の無い方（現代版）のトランクスになりたい」とコメントしている。理由は「金持ちで、強くて、もてそうだから」。またキャラクターの中で一番ファッションセンスが良いのはトランクスだと述べている。作画監督の前田実は「トランクスの作画面で難しいのはサラサラした髪の処理」と話している。

## トランクス（未来）
人造人間編（セル編）において登場したトランクス。原作の初登場は其之三百三十「フリーザ親子地球に降り立つ」、アニメでは『ドラゴンボールZ』第119話「フリーザはボクが倒す… 悟空を待つ謎の少年」。

### 概要（未来）
エイジ766生まれで身長170cm、体重60kg。趣味は機械いじり。好きな食べ物はコンビニ弁当。好きな乗り物はタイムマシン。一人称は「オレ」、「ボク」。
通称「未来トランクス」、「青年トランクス」。孫悟飯を師匠とする。超サイヤ人にも変身でき、登場当初は当時の孫悟空と同等の実力を持っていた。剣術にも長けており、地球に来襲したフリーザを自らが持つ剣で瞬殺している。
彼の住む未来世界では、悟空はすでに心臓病で他界。また、ドクター・ゲロが開発した人造人間17号と18号によって、ベジータや悟飯をはじめ、トランクス以外の戦士は全て殺されており、その後も殺戮を繰り返す2人によって、世界の人口は数万人にまで激減している。このような辛い時代の中、強い使命感を背負い生きてきたため、誠実で真面目な性格をしており、両親のどちらの性格にも似ていない。師匠である未来世界の悟飯を尊敬しており、自身より年下である過去世界の悟飯にもさん付けし、敬語で話す。自分の出生を隠していた間は自分の親であるベジータやブルマにさえも敬語で話していたが、ピッコロによって正体が明かされた後は普通に話している。敵に対しては容赦せず、アニメでは地球人抹殺を図って飛び立とうとするフリーザの部下たちを瞬時に斬り殺し、フリーザには反撃の暇も与えず八つ裂きにし気功波で消し飛ばし、さらにはその強さに怯えて命乞いを始めたコルドの言い分を一顧だにせず一撃で倒した。声を担当した草尾によると「ベジータ譲りのひねくれた所もある」という。脚本家の小山高生によると、初期設定では「悟空と戦うために未来からやってきたという案もあった」とのこと。
服装は黒のタンクトップと長ズボン、左袖にカプセルコーポレーションのマークの入った青いジャケットを着用。未来での戦いや劇場版ではジャケットを外す場面がある。初期は剣とベルト式の鞘を携えていたが、剣が破損した後は外している。精神と時の部屋での修業を終えてからは、ベジータと同じ戦闘服をセルゲーム終了まで着用していた。
悲惨な歴史を変えるため、ブルマの作ったタイムマシンで悟空たちの住む過去（劇中現代）へとやって来る。本編の次元で人造人間を倒しても、パラレルワールドであるため自身の次元の未来が変化しないことは本人も知っていたが、それでも「人造人間たちを倒した世界」を作るため、また戦いの中で人造人間たちの弱点を見つけるため悟空たちに協力し、その中で自身の実力を上げた。なお、本編に登場したセルが元々存在していた未来世界においては、その世界のトランクスが何らかの方法によってその世界の17号と18号を倒しており、彼は過去の世界に報告に向かおうとしたところを過去の世界で完全体になると目論んだセルの不意打ちにより殺害され、タイムマシンを奪われた。本編では、セルはピッコロとの戦いの際にこれらの経緯を話していたため、この出来事を知り得ていたトランクスは現代で完全体となった悟飯とセルの戦いを見届け、帰還した未来世界において17号と18号を倒した後にセルの奇襲を返り討ちにした。
ベジータ譲りの強さへの拘りと驕りやすさも見られ、凄惨な少年時代がそれに拍車をかけている。精神と時の部屋での修行で自分がベジータが越えられなかった壁を越えたと思っていたが、実際にはただパワーに頼っただけの変身である上に消耗の激しさとスピードが犠牲になる欠点を見抜いていたベジータは、その変身を敢えてしなかっただけであった。精神と時の部屋に入り間もない時期には悟空も気付いたこの欠点をセルに指摘されるまで気付かず、セルには「バカだ、お前は」と一蹴される。その後も精神と時の部屋から出た悟空がさらに強大な変身をするという見当違いをベジータには「バカか、何も反省していないようだ」と叱責された。

### 年表（未来）
- エイジ766 - 誕生。間もなく孫悟空が心臓病で他界。その半年後、他の戦士と同様にベジータが人造人間との戦いで死亡し、母子家庭になる。
- エイジ779（13歳） - 悟飯に弟子入り。原作では、トランクスはすでに超サイヤ人に覚醒している。
- エイジ780（14歳） - 悟飯との修行の最中に出現した人造人間と戦おうとするが、戦士全滅を防ごうとした悟飯に気絶させられ戦いには不参加。その戦いで悟飯は死亡し、アニメではそれをきっかけに超サイヤ人に覚醒した。
- エイジ784（18歳[注 9]） - 修行で自信をつけ人造人間に挑むが、返り討ちにあう。アニメスペシャルでは序盤は善戦するも、体力が落ちてくると一方的な展開となり、痛めつけられて重傷を負い、結局敗北する。そのことで過去へ行くことを決意し、回復後に悟空に特効薬を渡すべくエイジ764に旅立つ。出発前、タイムマシンに「Hope（希望）」と書いた。過去でフリーザ親子を倒した後、その時代の悟空に人造人間の存在と自身の正体を教え[注 10]心臓病の特効薬を渡して未来世界へ帰る。
- エイジ785（19歳） - その数か月後、再びタイムマシンに乗りエイジ767の5月12日へ行く。ところが、自身が介入したため孫悟空が病気に侵されるタイミングや、16号・19号およびドクター・ゲロが自らを改造した20号といった、トランクス自身の知らない別の人造人間の登場など、時間のあらゆる部分でズレが生じたことに困惑（この時ピッコロの口からトランクスの正体を全員が知ることになる）。さらには父ベジータの独断専行を止めようとするも、プライドの塊であるベジータが聞く耳を持つはずも無く却下され続ける。その後も、ベジータのピンチに助太刀するも人造人間たちには力及ばず、結局18号に敗れる。悟空たちに協力する中、精神と時の部屋で修行を行い戦闘力を上げるも、パワーに頼った変身をしたために完全体となったセルに敵わず、欠点を指摘され戦意を喪失。アニメでは戦闘が大幅に追加され[13]、セルからは「（あくまでもパワーだけなら）ベジータ以上の強さ」と評価された。セルゲームに向けて再び精神と時の部屋での修行を行い、セルゲームではセルに「セルジュニアと互角の戦い」と評価される戦いを繰り広げた。悟空とセルの試合においては「消耗したセルを全員で攻撃して倒そう」と提案し、ベジータから「サイヤ人の誇り」がないことや悟空の戦いを穢すことを叱られた。自爆から復活した後のセルに瞬間移動からの不意打ちによる指先からのビームで体を貫かれて殺されるも[注 11]、ドラゴンボールの力で生き返る。その過去での戦いが終わった翌日、未来世界へ戻り人造人間17号と18号を破壊。
- エイジ788（22歳） - 人造人間17号と18号の破壊から3年後、過去へ向かおうとしていたセルを倒し、未来世界を平和に導く。

### 劇場版（未来）
前述の通り、未来から来た人物のため、登場期間は人造人間出現〜セル撃破直後に限られている。3作品中2作品においては幹部クラスの相手を2度単独で撃破している。
- 劇場版第10作目『極限バトル 三大超サイヤ人』では苦戦の末、剣で切り裂き人造人間14号を撃破する。その後の合体13号との戦いでは元気玉完成までの時間稼ぎを行う。また、当初はクリリンとウーロン、亀仙人の付き添いとして、「ミスこの世で一番べっぴん世界大会」の会場に並んでいた。
- 劇場版第11作目『燃えつきろ!!熱戦・烈戦・超激戦』ではベジータを追い、新惑星ベジータへ赴く。そこで新惑星ベジータの復興は嘘であるとベジータに伝える。伝説の超サイヤ人となったブロリーと交戦した際、悟飯と共に魔閃光を放った。また、パラガスからは「トランクス王子」と呼ばれた。
- 劇場版第12作目『銀河ギリギリ!!ぶっちぎりの凄い奴』では未来の人造人間を撃破した後に天下一大武道大会に参加する[注 12]。そこで天津飯と闘い勝利。準決勝のバトルゾーンにて遭遇した銀河戦士のゴクアを苦戦の末に倒す。しかし、その直後に現れたボージャックに敗れ、その後の戦いでも銀河戦士たちの連携攻撃に敗北。ベジータが参戦した際、剣を受け取っているが、本作では装備したのみで使用する場面はない。

### ドラゴンボール超（未来）
“未来”トランクス編に登場。髪の色がアニメ版『超』のフリーザ復活編以降のブルマと同様に青色に変更されている。アニメ版『超』の作中でも、ブルマが未来の青年トランクスの特徴として「ブルーの髪の色をした若い男の人」と、元々未来のトランクスは髪が青色だったような発言をしていたり、悟飯と共に人造人間と闘っていた少年時代の回想シーンでも髪色は青色となっていた。
現代での人造人間18号との戦いで刃先が欠けて以降は使っていなかった剣技も再び使用している。現代での人造人間やセルとの闘いの時より実力を増しており、超サイヤ人2までの変身が可能となっていた。ゴクウブラックとザマスとの戦いでは「罪人」と呼ばれたことに対する怒りから覚醒し、青色の光で全身を包み、金色のオーラと青色のスパークを放つ特殊な状態の超サイヤ人に変化した。その戦闘力は、超サイヤ人ロゼのゴクウブラックにまでは及ばないものの、ブラックとザマス二人を同時に相手取っても足止めできるだけの高い実力を発揮してみせた。超サイヤ人ゴッドや超サイヤ人ブルーなどの正式な変身ではないものの、神の次元の戦闘力に到っており、超サイヤ人ブルーのベジットの気の高まりを察知できるなど、神の次元の気を認識できるようにもなった。
セルとの戦いの後、トランクスの世界でも魔人ブウ復活を目論む魔導師バビディと部下のダーブラが地球に襲来、苦戦しながらも界王神の指示で二人を倒し、魔人ブウ復活を阻止した。その後の物語は『超』の「未来トランクス編」において描かれている。未来世界をにおいて全てを破壊する新たなる敵ゴクウブラックと戦うが敵わずブルマが殺され、続いて共に戦う同志であるマイも殺されてしまう（マイは実際には気絶していただけだったことが後に判明）。助けを求めるため、再びタイムマシンで悟空のいる現代へと訪れた。仙豆で回復した後、気が動転していたことから目の前にいた悟空をブラックと勘違いして殴りかかるが、ブルマに頭を叩かれたことで我に返り、悟空が生きていることに驚きながら謝罪。皆に事情を説明した。
ベジータとの修行で超サイヤ人ブルーの力を目の当たりにし、「強くなる必要なんてなかった」と投げやりに笑っていたが、ベジータから「誰にも負けることは許さん」と叱咤激励され、ブラックと父を超えるという目標を持つようになった。また、ブルマの発言からジグソーパズルが得意であることが判明し、割れた魔封波用の壺を修復する際に役立った。
合体ザマスとの最終決戦では、ベジータと共にギャリック砲でダメージを与えた。ベジットの合体が解けた後は、折れた剣の柄から自らの気で刀身を作り出して戦闘を引き継ぎ、生き残った地球の人々の気を集積したエネルギー球を無意識に作り出し、そのエネルギーも吸収した青色に光り輝く大剣を形成。さらには戦闘不能となった悟空とベジータからパワーをもらい、合体ザマスと互角以上に渡り合った末、真っ二つに一刀両断した。
その後、自身の存在を霧状に変容し宇宙そのものとなろうと画策したザマスを、悟空が呼び出した未来世界の全王が万物を消し去る力を行使して宇宙ごと消滅させたため、悟空たちと共に現代に逃げ帰ってきたトランクスは自身の世界がなくなったことでマイと共に途方に暮れるが、ザマスらが虐殺を行う前の世界で生きることをウイスから提案され、当然そこにはその次元のトランクスとマイがいることも告げられるが、彼らに事情を説明して協力して生きていくと決意する。同時にウイスは、その新たな未来世界のザマスらは、悪事を働く前に未来のビルスが必ず討伐することも約束した。新たな未来への出発の際には、見送りに駆けつけた悟飯の姿に、志半ばで命を落とした未来の悟飯を重ねて涙しながら、マイと共にタイムマシンで未来へと悟空たちに見守られながら旅立っていった。
漫画版『ドラゴンボール超』では、バビディたちとの戦いの詳細が描かれている。上述同様の経緯で界王神の下で修行を受け、ゼットソードを携えてバビディ一味に挑むも、ダーブラに苦戦。この戦闘の際に魔術でゼットソードを消滅させられた。キビトを殺され、界王神を痛めつけられる姿に怒りを燃やして超サイヤ人2に覚醒、界王神の最後の力で動きを止められたダーブラをバビディもろとも撃破した経緯が描かれた。
その後「未来トランクス編」での悟空との腕試しではアニメ版よりも強く描かれており、同じ超サイヤ人2同士で悟空と同格か少し上回るレベル、フルパワーでは超サイヤ人2の状態で超サイヤ人3の悟空と同等の力を発揮した。その後ベジータに重力室で修行をつけられている。未来世界ではゴクウブラックとベジータの戦いを見守り、自分と戦った頃より強くなっているブラックに危機感を覚え、早急に止めを刺した方が良いと進言した。予感は的中し、未来世界のザマスが合流したことでブラックが超サイヤ人ロゼへと覚醒、戦況が一気に傾き太陽拳を使って一時撤退する。完全に想定を超えた事態を詫びるも、悟空が魔封波の習得を提案したことで一縷の望みを見出し時間稼ぎを引き受け、悟空たちを過去に退却させることに成功する。
また、アニメ版と異なり怒りによるパワーアップはしておらず、殺される覚悟を決めるが、ゴワスと共に過去から救援に来た界王神に界王神界へと連れられて難を逃れた。界王神界で傷を癒した後、修行を終えた悟空たちが到着するまでブラックたちと応戦し、危うい所で悟空たちに助けられる。初戦とは異なり戦況を有利に運んでいくが、ポタラ合体した合体ザマスの前に悟空たちは追い詰められる。この時、バビディ一味が現れる前にトランクスが未来世界の界王神から儀式を受け、キビトやザマスと同じく正式に界王神の従者になっていたことが判明、無意識に従者が持つ復活パワーを使いマイとゴワスを救っていたことが明らかとなった。ベジータの意思を尊重して悟空をフルパワーに回復させた後、ベジータの傷も動ける程度に回復させた。
全王の力によってザマスが宇宙ごと消滅した際に、悟空たちやマイと共に再び現代に戻ってくる。そしてザマスやダーブラが現れる前の世界に帰ることを決意し、マイと共にタイムマシンで旅立った。界王神に弟子入りしたのはバビディたちを倒すための一時的な対策であったため、未来に戻ってバビディとダーブラを倒したら弟子はやめるつもりでいる。
劇中、セルとの闘いから10年以上が経っているが、サイヤ人は若い時期が長いため「以前とあまり変わらず若々しいトランクスで」と演技指導があり、草尾は「世界観がハードなため、若々しさは残しつつも精神的には少し枯れた感じで演じている」と語っている。

### 技（未来）
他のキャラクター由来の技以外は、名前はいずれも書籍およびバンダイ、バンダイナムコゲームスから発売されたゲームより。原作においては他のキャラクターのように技の名前を叫ぶことがなかったため、同じ技でも作品によって別の名称が用いられていることもある。
バーニングアタック / フォトンブーム / 超エネルギー波 / バスターキャノン / キャノンショット / ビッグ・バン・ブラスト
両手を高速で動かすことで気を練り上げ、突き出した両手から強力な光弾および光線を放つ。劇中ではフリーザ親子との戦いで初登場。
テレビスペシャルで18号に使用した際は逆さまの状態から放ったがかわされていた。漫画版『超』ではこの技でダーブラとバビディを消滅させた。
多くのゲームではバーニングアタックの名前が採用されており、ゲーム中で名前を叫ぶことも多い。
一部のゲーム作品では、光弾および光線は未来の孫悟飯も使用できる。
必殺剣 / バーニングスラッシュ / 連続斬撃
一撃目にバーニングアタックをフェイントとして放ち、これをかわして体勢を崩した相手を剣で真っ二つにし、さらに斬り続け、左手から放つ気功波でとどめをさす。フリーザに対して使用。
バーニングヘルズスラッシャー / シャイニングソードアタック / スラッシュブレイク / サウザンドスラッシュ / シャイニングスラッシュ
ゲームで使用。上記のバーニングアタックを撃つフェイントを使用せず、直接剣で斬ってから気功波を放つ。
ゴッドブレイカー
片手から放つエネルギー波。コルド大王への止めの一撃である。
バーニングストーム
右腕から連続で放つエネルギー波。ドクター・ゲロの研究所を破壊する場面で使用。
バーニングブレイカー
名前はゲームより。18号を吸収しようとしたセルに使った連続攻撃。パンチの連打を繰り出し、最後に一回転して両手を組んで叩き落す。
パルサークラッシュ / バスターキャノン
両腕でエネルギー波を発射する。16号の起動を止めようしたときやセルが18号を吸収して完全体になることを協力するベジータに放った技。
ブレイジングラッシュ
完全体セルに使った連続攻撃。超サイヤ人第3段階のスピード不足のため、全部かわされる。
チェンジ・ザ・フューチャー / フィニッシュインパクト
相手の目の前に高速で近づき、エネルギー波を発射する。未来世界で18号を葬った技。
アナザーエンド / サイクロンバスター
相手を蹴り、エネルギー波を発射する。未来世界で17号を葬った技。
ヒートドームアタック / イレイザーキャノン / フィニッシュバスター / サイクロンブラスト
気をドーム状に広げ、太い光線として発射する。未来世界のセルを葬った技。
ゲームによっては、打撃で敵を空に打ち上げたあとにこれを放つ作品もある。
フィニッシュバスター
ゲームオリジナル。頭上後方もしくは真上に作った巨大な光弾を、勢い良く投げ放つ。ゲームによってはトランクスの最強技として扱われる。
剣攻撃（） / トランクスソード / クロススラッシュ / スタイリッシュバスター / シャイニングスラッシュ
背負った剣を抜き、相手に振り下ろして斬りつける。原作では悟空には指で受け止められ、18号に使用した際は腕で防がれ、剣が破損してしまう。
劇場版では14号を両断しているが、合体13号戦では剣が折れてしまう。
魔閃光（）
元々は師匠の悟飯が使っていた気功波系の技。原作では使用していないが、劇場版『燃えつきろ!!熱戦・烈戦・超激戦』のブロリーとの闘いでは悟飯と2人同時に放った。
アニメ『超』では、ゴクウブラック戦にて数回使用した。
ファイナルフラッシュ
父ベジータ譲りの技。アニメ『超』におけるトランクス最大級の技。未来世界のザマスに対して使用するも、不死身の肉体を持っているため通用しなかった。
ギャリック砲
同じく父ベジータの技。アニメ『超』においてゴクウブラックに対して使用。遠方に押し飛ばし、短時間だが戦線を離脱させたが、決定打にはならなかった。
合体ザマスに対しては、ベジータと共にギャリック砲を放ち、合体ザマスが放った業火球を押し返した。
魔封波（）
元は亀仙人の師匠である武泰斗が編み出した技。気を奔流状に操作して展開することで相手の体の自由を奪い、お札が貼られた蓋付きの容器の中に封印する特殊な技。身体への負担は激しく、使用すると命に関わる場合もある。
アニメ『超』にて、ブルマが撮ったピッコロが技を実演して見せた動画を参考に、見様見真似の土壇場で習得。ザマスに対して使用し、封印用の壺に入れることには成功したが、悟空がお札を忘れてきたため封印はできず、脱出された。
だがこの技を受けて封印されかけたザマスは、自身の未知の技をトランクスが繰り出してきたことで、今まで散々侮ってきた人間が持つ可能性に危険性を抱き、その様子を見たゴクウブラックにポタラを使っての合体を決意させた。
トランクスソード / 元気玉ソード / ファイナルホープスラッシュ
生き残った地球の人々の気を集めたエネルギー球を作り出し、その球を折れた剣に集め、青色に光り輝く大剣を形成。そして、その大剣で相手の胸を貫き、相手を真っ二つにする技。アニメ『超』で合体ザマスを倒した際の技だが肉体は滅びても精神までは倒せなかった。
太陽拳（）
漫画版『超』で使用。師匠だった未来の悟飯から教わった技。約一年に渡るゴクウブラックとの戦いでは一度も使用しておらず、不意を突くことに成功した。構えはナメック星でクリリンが使用した時と同じ、両手の人差し指と中指を立てたもの。
復活パワー
漫画版『超』で使用。手で触れた者にパワーを送り込み、体力や怪我を全快させるキビトやザマスと同様の回復術。対象者の力量に応じて術者自身のスタミナを必要とし、超サイヤ人ブルーをフルパワーにまで回復させるのは一人が限度。二人を回復させた場合はトランクス自身の体が持たない。界王神に弟子入りした際に受けた儀式により使用可能になった能力であり、弟子ではなくなったら使えなくなる。

### 変身（未来）
超サイヤ人
原作では悟飯に弟子入りした時点でトランクスはすでに超サイヤ人に目覚めており、アニメ『Z』および『ゲーム』では17号と18号との戦いで悟飯が死亡したのをきっかけに覚醒した。地球に襲来したフリーザとコルド大王の親子を倒すほどの力を持つ。
超サイヤ人第2段階
ベジータとの精神と時の部屋の修行を経たことでパワー、スピードを格段に増した姿。超ベジータに匹敵する強さを持つ。
超サイヤ人第3段階
完全体セルとの戦いでべジータが痛めつけられた後、トランクスが変身した姿。超ベジータを圧倒するパワーを持つが、パワーに頼った変身をしたために膨張しすぎた筋肉のせいでスピードが減速し、完全体となったセルに一切攻撃が当たらず、セルからもこの形態に相当する変身を披露され、弱点を指摘される。アニメ版『超』の「未来トランクス編」でも超サイヤ人ブルーに変身したベジータとの組み手でこの形態に変身し、ベジータを油断させ隙を作るという使い方がされた。この時のトランクスは短髪だったがセル戦の時のように長髪になった。
超サイヤ人2
漫画版『超』およびゲーム『ドラゴンボールZ カカロット』で目覚めた境地。キビトを殺害したダーブラと界王神を痛めつけるバビディに対する怒りを燃やしたことで超サイヤ人の壁を超え、界王神の最後の力で動きを止められたダーブラをバビディもろとも撃破して魔人ブウの復活を阻止した。
超サイヤ人怒り
アニメ版『超』の「未来トランクス編」でゴクウブラックに「罪人」と呼ばれたことに対する極限を超えた怒りによって覚醒し、青色の光で全身を包み、超サイヤ人特有の金色のオーラと超サイヤ人ブルー特有の青色のスパークを発する特異な状態の超サイヤ人に変身した。超サイヤ人ロゼのゴクウブラックにまでは及ばないものの、ブラックとザマス二人を同時に相手取っても足止めできるだけの高い実力を発揮し、この形態で神の次元の戦闘力に達しており、超サイヤ人ブルーに変身したベジットの気の高まりを精密に察知できるなど、神の気を認識できるようにもなった。

## トランクス（現代）
現代世界で生まれたトランクス。人造人間・セル編では赤子の状態でブルマと共に何度か登場しているが、本格的にストーリーに絡むのは魔人ブウ編からである。原作の初登場は其之三百三十七「集う超（スーパー）戦士たち」、アニメでは『ドラゴンボールZ』第126話「気配を持たぬ殺人鬼 どいつが人造人間だ!?」。

### 概要（現代）
エイジ766年まれで身長129cm（幼少期）、体重30kg（幼少期）。趣味はテレビゲーム。好きな食べ物は焼き肉。好きな乗り物はスポーツエアカー。
通称「ちびトランクス」「幼年トランクス」。カプセルコーポレーションで家族と一緒に暮らしている。一人称は「オレ」。大金持ちのお坊ちゃまとしてわがままに育ち、ベジータの影響を受けたため、かなり生意気でお調子者な性格をしている。ただし、子供時代であっても目上や年上の人に対しては「さん」付けで呼ぶ。また、ベジータに初めて父親として抱きしめられた時に照れながらも喜ぶなどの恥ずかしがり屋な面もある。
孫悟天の親友であり、一つ年上であることから、彼をリードすることが多い。また、未来のトランクス同様に現代のトランクスも悟飯を慕っている。
第25回天下一武道会少年の部においては、実力は伯仲しながらも決勝戦で悟天を破り優勝。また悟天とフュージョンし、ゴテンクスとなって魔人ブウと闘った。ゴテンクスの生意気な性格は、トランクスと悟天の悪い性格だけが表に出てしまったものとされている。また『ドラゴンボール オッス!帰ってきた孫悟空と仲間たち!!』で初登場した父ベジータの実弟で自身の叔父にあたるターブルの存在を初めて知った時には驚いていた。平和になった後は悟天同様修行を怠っている。小遣いはベジータに決められているらしく、全く頭が上がらない様子である。

### 年表（現代）
- エイジ766 - 誕生。
- エイジ774（8歳） - 特に理由もなく、超サイヤ人に覚醒。
- 第25回天下一武道会に出場し、少年の部で優勝。アトラクションとしてミスター・サタンと対戦し、場外負けにする[注 22]。悟天と共にマイティマスクに扮して、大人の部にも出場。バトルロイヤル決勝戦で18号の攻撃で正体が公になったため、2人1役を演じていたというルール違反により反則負けとなり、悟天と共に逃げ出す。
- ビーデルから魔人ブウの話を聞かされて戦いの場に向かい、ベジータの動きを封じて攻撃するブウを蹴り飛ばす。自爆を決意したベジータに初めて抱きしめられた後、気絶させられて、そのまま避難させられる。
- 悟天とのフュージョンでゴテンクスとなり、ブウと戦うが、吸収される。悟空とベジータに救出されるも、地球消滅と共に死亡するが、新ナメック星のドラゴンボールで生き返る。
- エイジ776（10歳） - ミスター・サタンのホテル落成記念式典に参加。悟天とフュージョンして地球に襲来した合体アカに対抗した。
- エイジ784（18歳） - 第28回天下一武道会に参加。

### 劇場版（現代）
赤子時代にも登場はしているが、ここでは少年期について触れる。
劇場版第13作目『危険なふたり!超戦士はねむれない』では、悟天とビーデルと共にドラゴンボール探しに出かける（本人の願いは「並ばずに乗れて無料の遊園地」）が、道中で怪物である恐竜に苦しめられるナタデ村に立ち寄って囮を引き受け、恐竜を難なく退治する。その後、ブロリーとの戦いではあまりの恐怖に失禁するが、孫親子の親子3大かめはめ波の際にはブロリーを攻撃して気を逸らし、結果的にブロリーを倒すのに一役買った。
劇場版第14作目『超戦士撃破!!勝つのはオレだ』では、ミスター・サタンの乗る車に悟天と共に潜伏し、サタンの幼馴染であるジャガー・バッタ男爵が持つメイクイーン城内にてバイオ戦士たちや暴走するバイオブロリーと闘う。作中では遺伝子工学についても博識な一面を見せるが、悟天にはほとんど理解されなかった。また、培養カプセルの中で眠っているバイオブロリーの尻尾を見てサイヤ人と認識していた。暴走したバイオブロリーとの戦いでは悟天が人命救助を優先したため窮地に陥いることもあったが、最後は機転を利かし、悟天とクリリンとの3人でのかめはめ波で撃破した。
劇場版第15作目『復活のフュージョン!!悟空とベジータ』では、悟天と共に復活した独裁者軍団と戦う。倒しても倒してもキリがない敵勢に気勢を削がれるが、悟空とベジータの気を感じ取り戦っていることを知ると悟天とフュージョンしゴテンクスとなり、「スーパーゴーストカミカゼアタックオバケまとめて100匹」で全滅させた。
劇場版第16作目『龍拳爆発!!悟空がやらねば誰がやる』では、誰も近づけまいとしていた勇者タピオンに興味を持ち、次第に彼の心を開かせて仲良くなる。その後、別れの際には彼の使っていた剣を貰う。これが、未来トランクスの持っていた剣のルーツとなっているという描写がされている。なお、ブルマによると当時は一人っ子だったこともあり、兄がいる悟天を羨ましがっていたとのこと。
劇場版第18作目『ドラゴンボールZ 神と神』では、悟天とゴテンクスに合体して超サイヤ人状態で破壊神ビルスに戦いを挑むが、お尻を叩かれ敗北。また、ブルマの誕生日パーティの会場に忍びこんだピラフ一味のマイを、勢いで悟天らにガールフレンドと嘘の紹介をしていた。エンディングでは仲良く2人で夜景を楽しんでいた。

### ドラゴンボール超（現代）
魔人ブウとの闘いが終わり、数年後に悟飯とビーデルが結婚した頃に悟天と共にビーデルの結婚祝いを探し回った。ベジータにかつての約束通り、ブルマと共に家族旅行へ連れて行ってもらった。ブルマの誕生パーティーでは、悟天とフュージョンしてゴテンクスとなって破壊神ビルスに挑むも、軽くあしらわれた。
フリーザ復活編では、原作となる劇場版『復活の「F」』には登場しなかったが、本作には登場しゴテンクスとなってフリーザ配下のタゴマに頭突きを食らわせるも、変身が解け戦線から下がって観戦していた。その後地球に帰還した悟空から悟天と共にデンデのいる神殿へ向かえと指示されるものの拒否したため、今度はベジータから再度指示を受け渋々ながら悟天と共に神殿へ向かった。
破壊神シャンパ編では、第7宇宙選抜に名乗りを上げるも、試合のルール上悟天とフュージョンができず、単独での実力では不安が残るためベジータに却下された。
“未来”トランクス編では、物心がついて初めて未来の世界から来たトランクスと対面。ピラフたちにベジータとブルマの隠し子ではないかと言われ、激しく動揺した。マイが未来の青年トランクスに憧れる素振りを見て、複雑な思いを抱くなどしている。打ち解けた後は青年トランクスのことを「でっかいオレ（大きいオレ）」と呼ぶようになり、対等な口調で接している。漫画版では未来トランクスとすぐさま仲良くなり、彼を「お兄ちゃん」と呼んでいた。
宇宙サバイバル編では、もうすぐ弟か妹が生まれるため遠出はできず、カプセルコーポレーションで悟天と修行をする。一緒に修行をする弟を欲しがっていたが、誕生したブラが妹だと知った際は少し落胆していた。力の大会のことは悟空には知らされておらず、「真っすぐすぎ、ただの力勝負ではない力の大会には経験が少なすぎる」という理由で出場は悟空に却下されており（漫画版『ドラゴンボール超』では「悟天とトランクスはどうかな？」という悟空の提案を、「ガキを巻き込むな！」とベジータが却下）、大会が開かれている間は悟天と一緒に17号の代わりに密猟者から南の島の動物たちを守る役目を任される（漫画版『ドラゴンボール超』では「お前の息子に任せてきたが本当に大丈夫なんだろうな？」と心配する17号に、トランクスの父親であるベジータが「トランクスの強さは知っているだろう？ガキでも強さは同じだ。安心しろ」と答えている）。
劇場版第20作『ドラゴンボール超 ブロリー』では、カプセルコーポレーションで悟天やピラフ一味と一緒にいた。ブルマたちにフリーザ一味がドラゴンボールとドラゴンレーダーを奪っていったことを伝える。
劇場版第21作『ドラゴンボール超 スーパーヒーロー』では新生レッドリボン軍との戦いの助っ人として悟天と共に途中参戦する。成長して頭身が上がり、髪の色は青色に変化した。未来トランクスに近い外見になっているが、性格は変わらずお調子者のまま。セルマックスとの戦いではゴテンクスへのフュージョンを試みたが、悟天の指が僅かにずれていたせいで肥満体になってしまった。
漫画版のスーパーヒーロー編では、劇場版『スーパーヒーロー』の前日譚エピソードにて悟天と共に主人公を務める。ハイスクールに通う傍ら、謎のヒーロー「サイヤマンX1」に扮し、「サイヤマンX2」である悟天と共に街の平和を守っている。マイには相変わらず思いを寄せており、デートに誘うなどしているがあまり上手くいっていない。これらが描かれた漫画版ではセルマックス戦でもサイヤマンX1に変身して戦っており、悟飯の魔貫光殺砲を当てる隙を作るなど劇場版では描かれなかった活躍もしている。特別読み切りではヒーロー活動を始める以前が語られており、元々はヒーローを「ダサい」とバカにしていた。しかし人気ヒーロー「クリーンゴッド」が撮影現場にて窃盗犯を蹴散らし、そのクリーンゴッドに「ヒーローがマスクをかぶるのは正体を隠して大切な人を守るため」と説かれたことでヒーローに憧れを抱くようになり、悟天の提案からヒーロー活動を始める（クリーンゴッドの正体は代役を務めていた悟飯）。

### ドラゴンボールGT
エイジ789 - 790（23歳 - 24歳）
前作『Z』のエピローグでは青年になってもヤンチャな性格だったが、本作では前作「人造人間編」の未来から来た青年トランクスに近い真面目な性格となっており、肌の色も白くなり、髪の色も薄紫に改められた。親友の悟天と接している際は、『Z』での自由奔放さやヤンチャな部分も散見される。オープニングでのみ未来のトランクスが使っていた剣で戦っているシーンがあるが、本編には登場しなかった。また、放映開始時に鳥山明の描いたイメージボードでは銃も使用していた。
エイジ784 - 788頃までの間にカプセルコーポレーションの社長に就任しており、社員からは非常に慕われ、女性社員からは黄色い声援を浴び、重役からは大きな信頼と期待を得ていた。しかし、その仕事の量は半端ではなく、ほとんど自由な時間がないため仕事は度々舞空術で会社の窓から逃げ出したり、ラジオを聴いているなど、ブルマ譲りの無責任さも見え隠れしていた。悟天のように恋人の存在を匂わせる場面はない。
第2話で突然、ベジータの提案で究極のドラゴンボール探しの旅に行かされたり、悟空とパンの行動で度々大変な目に遭う。戦闘面では修行不足によりやられることが多い。また、壊されたギルや宇宙船を修理する場面もある。
第24話では惑星ピタルでの戦闘でベビーに寄生された際に体内に卵を産み付けられ、第26話で地球に帰還した際にベビーにより洗脳される。洗脳が解けた後は悟飯や悟天と共に悟空にパワーを分け与えるなど、サポート役に回るようになる。
また、ベジータを「父さん」、ブルマを「母さん」と呼ぶようになり、未来のトランクスと同じく敬語で会話している。パンからは呼び捨てにされているが、最終話でドラゴンボールが消滅したことを心配していたとき、前向きな回答をして勇気付けるなど、年長者らしい態度で接している。
悟空やパンと一緒に宇宙へ旅立つメンバーになったのはマイペースな悟空と無鉄砲なパンの抑え役として、かなりの苦労を背負うことになる役なため、悟飯や悟天の方が良いのではないかといった様々な意見の中からブルマの子だから宇宙船の修理もできるという初期のブルマ的な要素でパンには有り得ない要素を持っており、ベジータ譲りの強さや責任感の強さに加え、カプセルコーポレーションに近い人間がいたほうが、どんな局面にも対応できるといったオールマイティな側面を持ち合わせているという理由から物語上での役割分担のバランスがとれるということで決定した。子供だった『Z』の頃は、やんちゃな性格だったのが『ドラゴンボールGT』の頃には真面目な性格になっているのは、人は成長と共に性格が変わるという特徴をあえて採用して、性格が変わるのなら未来から来たトランクスのような性格になるに違いないと考えたためである。

### ドラゴンボールオンライン
原作者の鳥山明が全面監修を行うも、日本ではサービス展開されなかった日韓共同製作・開発のオンラインMMORPG『ドラゴンボールオンライン』における設定。歴史年表にその名が登場する。以下に特筆すべき部分のみを挙げる。
- エイジ805 - 孫悟天と共に「気功剣術」の修行を開始。孫悟飯の自身らの戦闘技術の研究をまとめた著書『気功科学』の中に記された項目「カッチン鋼は斬れる！」の記述に影響を受け、一部の武道家らが剣術に興味をもっていることを知ったトランクスと孫悟天は「剣術いいねー」「どうせならカッコいい流派を自分たちで作っちゃおうぜ」と一念発起。激しい修行で本来の潜在能力を開花させ「気功剣術」の流派を開いた。

### 技（現代）
気功波 / バーニングアタック / バスターキャノン
悟天に「こんなのできるか？」と見せた技。両手から押し出すように発射する光線。
気合い砲 / ダブルバスター / ビクトリーキャノン
18号に使った技。気を集めた両手を合わせ、人差し指から発射する強力な光弾。原作では「気合い砲」だが、ゲームによっては片手で放ったり、別の技名になっていたり、光線の場合もある。
かめはめ波
原作では使っていないが、『Z』のオープニングや劇場版では放っている。
『GT』でリルド将軍を倒す時に悟空、パンと3人同時に放ったこともある。
他にもゲームオリジナル技としてフィニッシュバスターなど、未来版と同様に現代版が使用できる技もある。

### 変身（現代）
超サイヤ人
特に何の理由もなく、容易に超サイヤ人に覚醒できる。

## 家系図
|  |  |      |      |      |      |      |      |  |  |          |          |          |          |          |          |  |  | ベジータ王 | ベジータ王 | ベジータ王 | ベジータ王 | ベジータ王 | ベジータ王 |                 |            | ブリーフ博士 | ブリーフ博士 | ブリーフ博士 | ブリーフ博士 | ブリーフ博士 | ブリーフ博士 |        |        | ブルマの母 | ブルマの母 | ブルマの母 | ブルマの母 | ブルマの母 | ブルマの母 |        |        |        |        |  |  |  |  |  |  |  |  |  |  |  |  |
|  |  |      |      |      |      |      |      |  |  |          |          |          |          |          |          |  |  | ベジータ王 | ベジータ王 | ベジータ王 | ベジータ王 | ベジータ王 | ベジータ王 |                 |            | ブリーフ博士 | ブリーフ博士 | ブリーフ博士 | ブリーフ博士 | ブリーフ博士 | ブリーフ博士 |        |        | ブルマの母 | ブルマの母 | ブルマの母 | ブルマの母 | ブルマの母 | ブルマの母 |        |        |        |        |  |  |  |  |  |  |  |  |  |  |  |  |
|  |  |      |      |      |      |      |      |  |  |          |          |          |          |          |          |  |  |            |            |            |            |            |            |                 |            |              |              |              |              |              |              |        |        |            |            |            |            |            |            |        |        |        |        |  |  |  |  |  |  |  |  |  |  |  |  |
|  |  |      |      |      |      |      |      |  |  |          |          |          |          |          |          |  |  |            |            |            |            |            |            |                 |            |              |              |              |              |              |              |        |        |            |            |            |            |            |            |        |        |        |        |  |  |  |  |  |  |  |  |  |  |  |  |
|  |  | グレ | グレ | グレ | グレ | グレ | グレ |  |  | ターブル | ターブル | ターブル | ターブル | ターブル | ターブル |  |  | ベジータ   | ベジータ   | ベジータ   | ベジータ   | ベジータ   | ベジータ   |                 |            |              |              |              |              | ブルマ       | ブルマ       | ブルマ | ブルマ | ブルマ     | ブルマ     |            |            | タイツ     | タイツ     | タイツ | タイツ | タイツ | タイツ |  |  |  |  |  |  |  |  |  |  |  |  |
|  |  | グレ | グレ | グレ | グレ | グレ | グレ |  |  | ターブル | ターブル | ターブル | ターブル | ターブル | ターブル |  |  | ベジータ   | ベジータ   | ベジータ   | ベジータ   | ベジータ   | ベジータ   |                 |            |              |              |              |              | ブルマ       | ブルマ       | ブルマ | ブルマ | ブルマ     | ブルマ     |            |            | タイツ     | タイツ     | タイツ | タイツ | タイツ | タイツ |  |  |  |  |  |  |  |  |  |  |  |  |
|  |  |      |      |      |      |      |      |  |  |          |          |          |          |          |          |  |  |            |            |            |            |            |            |                 |            |              |              |              |              |              |              |        |        |            |            |            |            |            |            |        |        |        |        |  |  |  |  |  |  |  |  |  |  |  |  |
|  |  |      |      |      |      |      |      |  |  |          |          |          |          |          |          |  |  |            |            |            |            |            |            |                 |            |              |              |              |              |              |              |        |        |            |            |            |            |            |            |        |        |        |        |  |  |  |  |  |  |  |  |  |  |  |  |
|  |  |      |      |      |      |      |      |  |  |          |          |          |          |          |          |  |  |            |            |            |            |            |            | トランクス      | トランクス | トランクス   | トランクス   | トランクス   | トランクス   |              |              | ブラ   | ブラ   | ブラ       | ブラ       | ブラ       | ブラ       |            |            |        |        |        |        |  |  |  |  |  |  |  |  |  |  |  |  |
|  |  |      |      |      |      |      |      |  |  |          |          |          |          |          |          |  |  |            |            |            |            |            |            | トランクス      | トランクス | トランクス   | トランクス   | トランクス   | トランクス   |              |              | ブラ   | ブラ   | ブラ       | ブラ       | ブラ       | ブラ       |            |            |        |        |        |        |  |  |  |  |  |  |  |  |  |  |  |  |
|  |  |      |      |      |      |      |      |  |  |          |          |          |          |          |          |  |  |            |            |            |            |            |            | ?代不明         |            |              |              |              |              |              |              |        |        |            |            |            |            |            |            |        |        |        |        |  |  |  |  |  |  |  |  |  |  |  |  |
|  |  |      |      |      |      |      |      |  |  |          |          |          |          |          |          |  |  |            |            |            |            |            |            |                 |            |              |              |              |              |              |              |        |        |            |            |            |            |            |            |        |        |        |        |  |  |  |  |  |  |  |  |  |  |  |  |
|  |  |      |      |      |      |      |      |  |  |          |          |          |          |          |          |  |  |            |            |            |            |            |            | ベジータJr の母 |            |              |              |              |              |              |              |        |        |            |            |            |            |            |            |        |        |        |        |  |  |  |  |  |  |  |  |  |  |  |  |
|  |  |      |      |      |      |      |      |  |  |          |          |          |          |          |          |  |  |            |            |            |            |            |            |                 |            |              |              |              |              |              |              |        |        |            |            |            |            |            |            |        |        |        |        |  |  |  |  |  |  |  |  |  |  |  |  |
|  |  |      |      |      |      |      |      |  |  |          |          |          |          |          |          |  |  |            |            |            |            |            |            | ベジータJr      |            |              |              |              |              |              |              |        |        |            |            |            |            |            |            |        |        |        |        |  |  |  |  |  |  |  |  |  |  |  |  |

## ゲーム
ゲームでの初登場はファミリーコンピュータ用RPG『ドラゴンボールZIII 烈戦人造人間』。プレイヤーが操作できないオート操作のキャラクターだったが、次回作の『ドラゴンボールZ外伝 サイヤ人絶滅計画』より任意で操作可能となった。同作では誘拐されたブルマと赤子のトランクスを奪回するストーリーや、足を怪我した少女に仙豆を与えるサブイベントが用意されている。
格闘ゲームでの初登場は『ドラゴンボールZ 超武闘伝』より。『超武闘伝3』にて現代のトランクスが初登場し、『超武闘伝2』まで登場している未来トランクスは区別を付けるために「TRUNKS」と英語表記されることが多くなる。
『ドラゴンボール FINAL BOUT』では『GT』の成長したトランクス、超トランクス、TRUNKSと3人のトランクスが登場した。
『ドラゴンボールZ 真武道会2』では、未来世界の魔導師バビディ一味と対峙するが、彼らの圧倒的な戦力には太刀打ちできず、本編の時間軸の悟空たちに助力を請うこととなった。本作では未来世界の悟飯について「戦い方だけでなく、命の大切さも教わった」と語っている。
『ドラゴンボールヒーローズ』では、メインキャラクターの1人として第1弾PVから登場している。また、同ゲーム第3弾にて超サイヤ人3に覚醒した姿が公開された。さらにGM9弾でも未来：トランクスも超サイヤ人3となっている。『ドラゴンボールヒーローズ アルティメットミッションX』では悟天：ゼノとの会話があり、現代のトランクスと違い、彼を「悟天さん」と呼び、悟天はトランクス：ゼノを「トランクス君」と呼んでおり、彼曰く自分の世界のトランクスより真面目だが怒っている顔は同じとのこと。
オンラインMMORPG『ドラゴンボールオンライン』や、その設定を基に製作された家庭用ゲーム『ドラゴンボール ゼノバース』シリーズでは、セルとの闘いの後、タイムパトロールとして働く未来の青年トランクスが主要人物として登場する。
『ドラゴンボールZ カカロット』では未来トランクスはプレイアブルキャラクターの1人として、現代のトランクスはサポートキャラクターとして登場。未来トランクスは本編では「戦慄の人造人間編」のみ使用可能だが、ゲームクリア後にはブルマが開発したタイムマシンで現代に呼び出されて再び使用可能になる。サブストーリーでは人造人間であることに気付かずハッチャン（人造人間8号）と出会うイベントや、魔人ブウ打倒後の世界で現代の17号と再会するイベントなどがある。また、父ベジータの過去（地球襲撃当時）について聞かされてショックを受ける一幕もあった。DLCの追加シナリオ「-TRUNKS- 希望の戦士」では主人公となり、悟空が心臓病で死亡した時間軸におけるトランクスの軌跡が全3話構成で描かれる。第1話は悟飯との修行に励んでいた少年期で、悟飯が戦死するまで。第2話は過去に旅立ち、元の時代に戻って人造人間とセルを倒すまで。第3話は未来世界において界王神と共にバビディとダーブラを倒し、魔人ブウ復活を阻止するまでとなっている。第3話では超サイヤ人2への覚醒を果たし、以降は本編でも変身可能になる。

## 担当声優
- 草尾毅（メイン）
- 鶴ひろみ（『Z』・赤子時[42]）
- 久川綾（ゲーム『ドラゴンボールZ カカロット』・赤子時）
- 代永翼（テレビアニメ『ドラゴンボールDAIMA』・ミニ形態）

草尾毅は原作にトランクスが登場した際、冗談半分で「アニメでは自分がやりたい」と言っていた。幼年期のトランクスについて「声優を変えたほうがいいのでは」との声もあったが、アニメスタッフと編集部との打ち合わせにより「トランクスが成長するまで連載が続くかもしれない」と意見が出て、そのまま幼年期も草尾で続投になった経緯がある。草尾は『Z』当時、「開き直ってやっているが、どこか抵抗感を感じる」「声変わりした8歳は気持ち悪いかな。それはまあ、半分宇宙人の血が入ってるということで（笑）」と思いつつ演じていたが、後のインタビューにて幼年期のトランクスは青年期と「同じ人物だけど少し違う」という雰囲気を残しつつ演じていたが、収録し直した『改』では今までの経験や物語の筋などを踏まえ、スタッフと話をして当時よりも年齢感を下げるように演じ方を少し変えたと語っている。

## テーマソング

### 青年トランクスのテーマソング
たったひとりの戦士
歌 - トランクス（草尾毅） / 作詞 - 山田ひろし / 作曲・編曲 - 櫻井真一
『ドラゴンボール改』第82話において、セルとの戦闘で使用された。
光のWILL POWER
歌 - 影山ヒロノブ / 作詞 - 森由里子 / 作曲・編曲 - 山本健司
PS版「TRUNKS」VOCAL VERSION。

### 少年トランクスのテーマソング
小さな戦士〜悟天とトランクスのテーマ〜
歌_ 大矢晋 / 作詞 - 森雪之丞 / 作曲 - 林哲司 / 編曲 - 戸塚修
劇場版『ドラゴンボールZ 危険なふたり!超戦士はねむれない』のために作られた孫悟天とトランクスのテーマソング。劇中未使用。

## 「CROSS EPOCH」でのトランクス
鳥山明と尾田栄一郎の合作漫画『CROSS EPOCH』におけるトランクスは、髪の毛の色がピンク色。また、父ベジータと同じく角が生えており、背中には未来トランクスのように剣を背負っている。ベジータを頭とし、ロビン、ウソップといった団員のいる空賊団に所属している。